# LyX

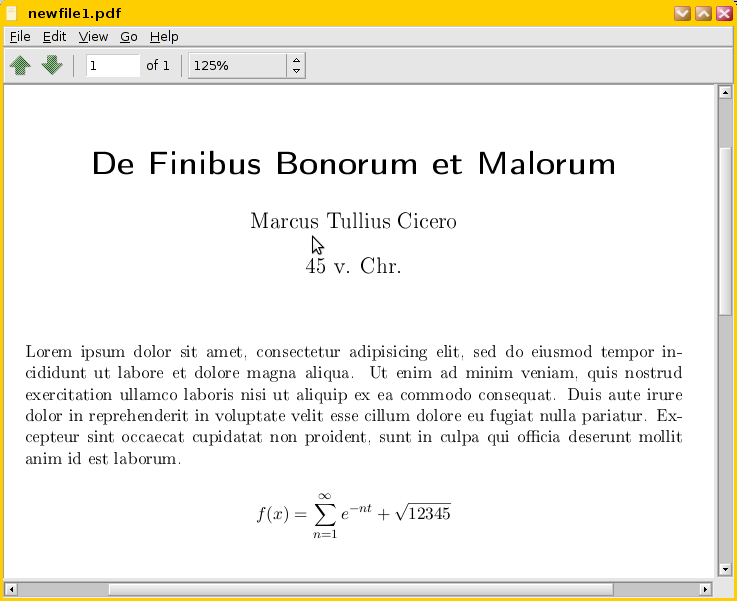
Die Ausgabe des mit LyX gesetzten Blindtextes

LyX ist ein grafisches Front-End, das zur Ausgabe das Textsatzsystem LaTeX nutzt. Es kombiniert eine anschauliche grafische Benutzeroberfläche mit typografisch hochwertiger Ausgabe und ähnelt daher einem Textverarbeitungssystem.

## Besonderheiten von LyX
Die Benutzeroberfläche ähnelt auf den ersten Blick der von grafischen Textverarbeitungssystemen von LibreOffice oder Microsoft Office. Das Konzept unterscheidet sich jedoch erheblich.

### Trennung von Texterfassung und Satz
Bei LyX erfolgt die Formatierung des Dokuments erst bei der Ausgabe. Zunächst wird der Text erfasst. Dabei teilt der Benutzer dem System lediglich mit, welche Funktion wie Überschrift, Titel, Normaler Text oder Formelsatz der betreffende Text im fertig formatierten Dokument einnehmen soll. Zur Ausgabe wird die Makrosprache LaTeX des Textsatzprogramms TeX eingesetzt. Deshalb gewährleistet LyX qualitativ hochwertigen Satz. Weitere Stärken liegen in der Darstellung mathematischer Formeln und der Verwaltung von Fußnoten und Stichwortverzeichnissen.

### Darstellung beim Editieren
Beim Editieren des Dokuments ist die Ansicht optimiert für die Darstellung am Bildschirm. Ähnlich wie bei HTML orientiert sich die Länge der Zeilen an der Breite des Fensters, und ein Seitenvorschub erfolgt nicht am Bildschirm. Für strukturelle Elemente des Dokuments verfolgt LyX eine Strategie des WYSIWYM.
Strukturelle Elemente wie Überschriften oder Aufzählungen werden so formatiert, dass sie als solche erkennbar sind, jedoch nicht notwendigerweise so, wie sie im gedruckten Dokument erscheinen. So kann zum Beispiel für die Überschriften eine für den Bildschirm optimierte Schrift gewählt werden, ohne dass das Einfluss auf das gedruckte Ergebnis nimmt.

### Eingabe über Tastatur oder über Maus
Für die Erfassung des Dokuments stehen bei den meisten Elementen sowohl ein grafischer Zugang über die Maus als auch einer über die Tastatur zur Verfügung. Insbesondere werden viele Befehle der LaTeX-Syntax erkannt und automatisch in eine passende grafische Darstellung umgesetzt.
Nicht erkannte Befehle werden bei der Ausgabe unverändert an LaTeX weitergegeben. Auf diese Weise ist es möglich, sämtliche Möglichkeiten von LaTeX zu nutzen. Im Editierfenster werden diese Befehle in roter Schrift angezeigt. Diese Anzeige läuft allerdings dem Projektziel entgegen, im Editierfenster keine Befehle anzuzeigen. Daraus entwickelte sich projektintern, halb scherzhaft, die Bezeichnung Evil Red Text, böser roter Text, abgekürzt ERT.

### Weitere Features
Literaturzitate werden über BibTeX realisiert, wozu LyX die passenden Funktionen bereitstellt, etwa eine Referenz hinzuzufügen und am Ende ein Literaturverzeichnis einzubetten.
In die Dokumente können auch Berechnungen eingebettet werden, via Octave oder Computeralgebrasystemen (CAS) wie Maple, Maxima und Mathematica. Rechenkommandos aus dem LyX-Dokument werden an die entsprechenden externen Programme weitergeleitet und die Ergebnisse in das Dokument aufgenommen.

## Entwicklung
LyX wurde 1995 vom damaligen Informatikstudenten Matthias Ettrich im Rahmen seiner Studienarbeit mit dem GUI-Toolkit Motif entwickelt. Als er nach Beendigung der Studienarbeit im Internet nach Mitstreitern suchte, um LyX gemeinsam weiterzuentwickeln, musste er feststellen, dass nur wenige Erfahrungen oder Zugang zu Motif hatten. Daher suchte er nach einem neuen, freien GUI-Toolkit. Die Wahl fiel schließlich auf das Toolkit XForms. In späteren Jahren wurde das GUI Independence Framework eingeführt, um zu erreichen, dass neben XForms auch noch weitere GUI-Toolkits (Qt, Gtk) verwendet werden können. In aktuellen Versionen wird nur noch das GUI-Toolkit Qt unterstützt.